# 987 Wallia
987 Wallia este un asteroid de tip D/T din centura principală exterioară, descoperit la 23 octombrie 1922 de către astronomul german Karl Wilhelm Reinmuth la Observatorul din Heidelberg, Germania.

## Informații generale
- Descoperitor: Karl Wilhelm Reinmuth
- Data descoperirii: 23 octombrie 1922
- Locul descoperirii: Heidelberg, Germania.
- Tip spectral: D/T (caracteristic asteroizilor din regiunea exterioară a centurii)
- Diametru estimat: 43–53 km
- Albedo: 0,14–0,18
- Perioadă de rotație: ~10,08 ore[2]

## Orbită

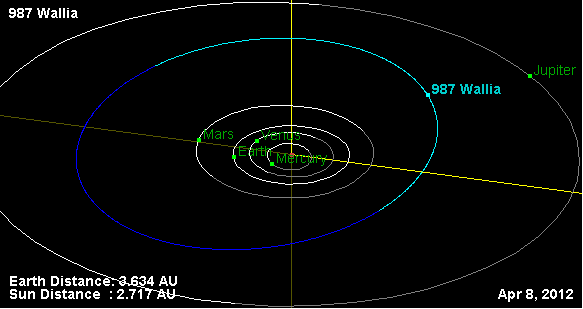
Orbita 987 Wallia

987 Wallia orbitează Soarele în partea exterioară a centurii de asteroizi, cu o perioadă orbitală de aproximativ 5,56 ani (2031 zile). Orbita sa este moderat excentrică și ușor înclinată:
- Semi-axa mare: ~3,14 UA
- Periheliu: ~2,40 UA
- Afel: ~3,88 UA
- Excentricitate: ~0,237
- Înclinație: ~8,9°[3][4]

## Caracteristici fizice
987 Wallia aparține unei clase spectrale închise la culoare (D sau T), tipice pentru obiectele din regiunile mai îndepărtate ale centurii principale. Suprafața sa are un albedo scăzut, ceea ce indică o compoziție bogată în materiale carbonacee sau organice. Rotația sa este relativ lentă, cu o perioadă de puțin peste 10 ore.

## Semnificația numelui
Numele „Wallia” a fost ales dintr-un calendar german popular intitulat Lahrer Hinkender Bote, unde era asociat zilei de 13 octombrie. Neavând o legătură cunoscută cu vreo figură mitologică sau istorică. Alegerea face parte dintr-o serie de nume generice date de Reinmuth în acea perioadă.

## Observații și cercetări
987 Wallia a fost studiat prin observații fotometrice și infraroșii de la sol, precum și de telescoape spațiale, cum ar fi IRAS și NEOWISE. Aceste date au permis estimarea dimensiunilor și a albedo-ului. Luminozitatea variabilă indică o posibilă formă neregulată sau rotație complexă. Nu a fost vizitat de vreo sondă spațială.